# Виносади
Виносади (словац. Viničné) — місто, громада округу Пезінок, Братиславський край, південно-західна Словаччина, Малокарпатський регіон. Кадастрова площа громади — 5,15 км².
Населення 1381 особа (станом на 31 грудня 2017 року).

## Історія
Виносади згадуються в 1298 році.

## Населення
| Рік:            | 1994. | 2004.    | 2014.    | 2024.    |
| --------------- | ----- | -------- | -------- | -------- |
| Кількість осіб: | 842   | 1049     | 1276     | 1657     |
| Різниця:        |       | +24,58 % | +21,63 % | +29,85 % |

| Рік:            | 2023. | 2024.   |
| --------------- | ----- | ------- |
| Кількість осіб: | 1624  | 1657    |
| Різниця:        |       | +2,03 % |